# Piophila megastigmata
Piophila megastigmata är en tvåvingeart som beskrevs av Mcalpine 1978. Piophila megastigmata ingår i släktet Piophila och familjen ostflugor. Inga underarter finns listade i Catalogue of Life.